# Spilosoma sannio
Spilosoma sannio là một loài bướm đêm thuộc phân họ Arctiinae, họ Erebidae.